# Battaglia di Villabona (1453)

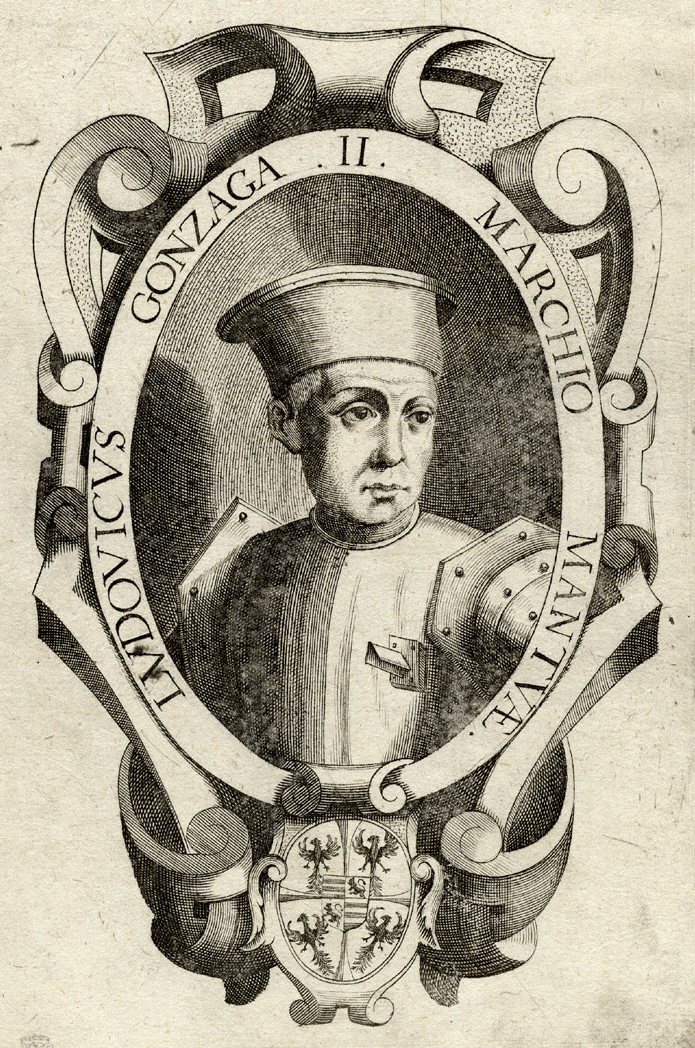
Ludovico III Gonzaga

La battaglia di Villabona fu combattuta il 14 giugno 1453 presso la località di Villabona, a poca distanza da Goito, nel mantovano, tra le truppe della Repubblica di Venezia e le truppe del Marchesato di Mantova.

## Storia

### Antefatto
Dopo la spartizione dello stato avvenuta nel 1444 con la morte del primo marchese di Mantova Gianfrancesco Gonzaga, che aveva assegnato al primogenito Ludovico la città di Mantova e i relativi territori e al secondogenito Carlo le terre del Cremonese, Suzzara, Luzzara, Gonzaga e Reggiolo, iniziarono presto le contese tra i fratelli per il predominio dei vari territori. Ludovico si schierò nel 1446 con la Repubblica di Venezia contro il Ducato di Milano mentre Carlo si pose al servizio di Francesco Sforza, che lo utilizzò per soggiogare Piacenza. Bramando di impossessarsi del Ducato di Milano, fomentò le lotte dei guelfi contro i ghibellini per ribaltare il governo, ma quando lo Sforza diventò duca di Milano nel 1450 si riappacificò con i Gonzaga. Carlo si pose allora al servizio dei veneziani, che incitò a riprendere le ostilità contro Milano, ma venne incarcerato dallo Sforza e liberato solo grazie all'intervento del fratello Ludovico, contro l'esborso di 60 000 fiorini d'oro ma garantendosi con l'esproprio di alcuni territori posseduti da Carlo.

### La battaglia
Con l'intento di liberare le terre toltegli dal fratello, Carlo, al comando di 5 000 fanti e 3 000 cavalieri, nel 1453 mosse alla conquista del mantovano invadendolo da Ostiglia, già suo possedimento. Ludovico Gonzaga schierò le sue truppe e con l'aiuto degli Sforza si scontrò nei pressi di Castellaro, ricacciando il fratello verso Legnago, fuori dal marchesato di Mantova. Carlo riordinò le sue truppe, ma venne definitivamente sconfitto dal fratello Ludovico a Villabona nei pressi di Goito, il 14 giugno 1453. Carlo fu costretto a riparare a Ferrara. A seguito della pace di Lodi del 9 aprile 1454, Carlo Gonzaga ritornò in possesso dei suoi territori. Ma le ostilità contro la famiglia di origine cessarono solo al momento della sua morte, avvenuta nel 1456.